# Hustopeče
Hustopeče (in tedesco Auspitz) è una città della Repubblica Ceca facente parte del distretto di Břeclav, in Moravia Meridionale.